# Color RAL

Logotip de colors RAL.

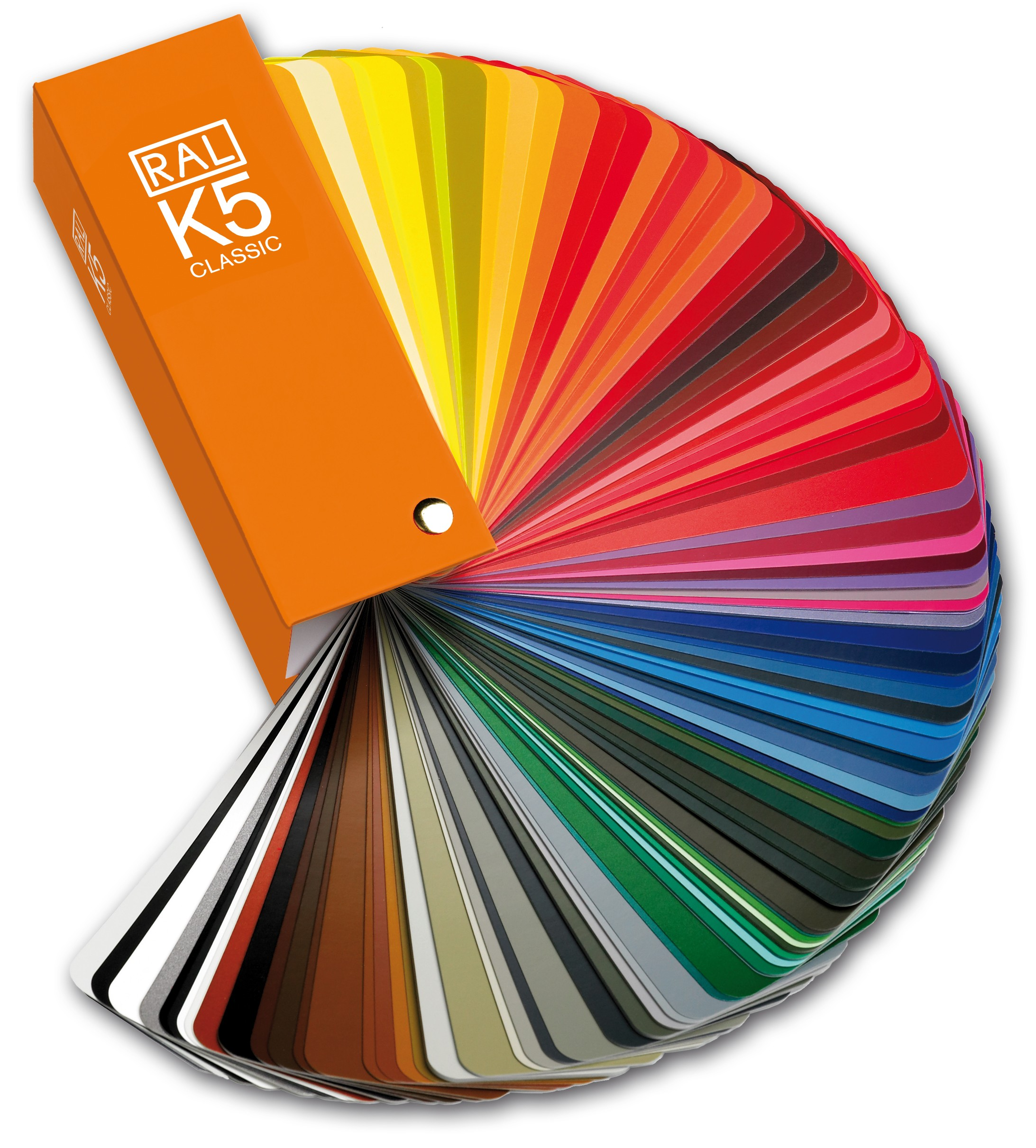
Ventall de color RAL CLASSIC K5.

RAL és un sistema de gestió del color utilitzat a Europa que és creat i administrat per l'empresa alemanya RAL gGmbH (sense ànim de lucre), que és una filial de l'Institut RAL alemany. En la parla col·loquial RAL fa referència al sistema RAL Classic, utilitzat principalment per al vernís i el recobriment en pols, però ara també hi ha panells de referència per als plàstics. Els productes RAL homologats es proporcionen amb un holograma per dificultar la producció de versions no autoritzades. Les imitacions poden mostrar diferents tonalitats i colors quan s'observen sota diverses fonts de llum.
El 1927, el grup alemany Reichs-Ausschuß für Lieferbedingungen (Comitè Nacional de Lliurament i Garantia de Qualitat) va inventar una col·lecció de quaranta colors sota el nom de "RAL 840". Abans d'aquesta data, els fabricants i els clients havien d'intercanviar mostres per descriure un tint, mentre que a partir d'aleshores es basarien en els números.
A la dècada de 1930, els números es van canviar uniformement a quatre dígits i la col·lecció es va canviar el nom a "RAL 840 R" (R per revisat). Cap al 1940, els colors RAL es van canviar pel sistema de quatre dígits, com és costum. Els colors de camuflatge de l'exèrcit sempre van ser reconeguts per un "7" o "8" en primer lloc fins a 1944. Amb tints constantment afegits a la col·lecció, es va revisar de nou l'any 1961 i es va canviar a "RAL 840-HR", que consta de 210 colors i s'utilitza fins als nostres dies. A la dècada de 1960 els colors van rebre noms suplementaris per evitar confusions en cas de dígits transposats. A la fira internacional de mobles imm Cologne, del 13 al 19 de gener de 2020, es van presentar dos nous colors a la col·lecció clàssica: RAL 2017 RAL Taronja i RAL 9012 Clean Room White.
"RAL 840-HR" només cobria pintura mat, de manera que la dècada de 1980 va veure la invenció de "RAL 841-GL" per a superfícies brillants, limitat a 193 colors. Un criteri principal per als colors de la col·lecció RAL Classic és que tinguin un "interès primordial". Per tant, la majoria dels colors que hi ha s'utilitzen en senyals d'advertència i trànsit o estan dedicats a agències governamentals i serveis públics (per exemple: RAL 1004 - Servei postal suís, RAL 1021 - Servei postal austríac, RAL 1032 - Servei postal alemany). El primer dígit està relacionat amb la tonalitat del color:
| Interval | Nom del rang | Primer                 | Darrer                     | Quantitat |
| -------- | ------------ | ---------------------- | -------------------------- | --------- |
| RAL 1xxx | Groc         | RAL 1000 verd beix     | RAL 1037 Groc Sol          | 50        |
| RAL 2xxx | taronja      | RAL 2000 Groc Taronja  | RAL 2013 Taronja Perla     | 14        |
| RAL 3xxx | Vermell      | RAL 3000 vermell foc   | RAL 3033 rosa perla        | 34        |
| RAL 4xxx | violeta      | RAL 4001 vermell morat | RAL 4012 Baia Negra Perla  | 12        |
| RAL 5xxx | Blau         | Blau violeta RAL 5000  | Blau nit perla RAL 5026    | 25        |
| RAL 6xxx | Verd         | RAL 6000 verd pàtina   | RAL 6038 Verd lluminós     | 36        |
| RAL 7xxx | Gris         | Gris esquirol RAL 7000 | RAL 7048 Gris ratolí perla | 38        |
| RAL 8xxx | Marró        | RAL 8000 verd marró    | Coure perlat RAL 8029      | 20        |
| RAL 9xxx | Blanc/Negre  | Crema RAL 9001         | RAL 9023 Gris fosc perla   | 14        |